# Competencia (aprendizaje)
Las competencias didácticas son las capacidades humanas que constan de diferentes conocimientos, habilidades, pensamientos, carácter y valores de manera integral en las distintas interacciones que tienen las personas para la vida en los ámbitos personal, social y laboral.
La noción de competencia, referida inicialmente al contexto laboral, ha enriquecido su significado en el campo educativo en donde es entendida como un saber hacer en situaciones concretas que requieren la aplicación creativa, flexible y responsable de conocimientos, habilidades y actitudes.
Aprender a conocer, aprender a hacer, aprender a convivir se convierten en tres pilares de la educación para hacer frente a los retos del siglo XXI y llevar a cada persona a descubrir, despertar e incrementar sus posibilidades creativas, permitiendo que aprenda a ser.
Para Perrenoud, P. (2008: 3) "El concepto de competencia se refiere a la manera que permite hacer frente, regular y adecuadamente, a un conjunto o familia de tareas y de situaciones, haciendo apelación a las nociones, a los conocimientos, a las informaciones, a los procedimientos, los métodos, las técnicas y también a las otras competencias más específicas". 

## Competencia en el ámbito educativo
En la actualidad, en el sistema educativo español está vigente la Ley Orgánica 8/2013, de 9 de diciembre, para la Mejora de Calidad Educativa' (LOMCE), que apuesta por un aprendizaje basado en competencias. Así, la competencia  «supone una combinación de habilidades prácticas, (conocimientos, motivación, valores éticos, actitudes, emociones, destrezas, aptitudes y otros componentes sociales y de comportamiento que se movilizan conjuntamente para lograr una acción eficaz). Se contemplan, pues, como conocimiento en la práctica, es decir, un conocimiento adquirido a través de la participación activa en prácticas sociales y, como tales, se pueden desarrollar tanto en el contexto educativo formal, a través del currículo, como en los contextos educativos no formales e informales. Las competencias, por tanto, se pueden definir como "saber hacer" 
En los últimos años la educación se ha impartido bajo un modelo educativo tradicional, en la que el profesor es un constante repetidor del conocimiento frente a sus alumnos, esto ha traído consigo aspectos positivos en el aprendizaje pero también negativos puesto que, la experiencia del profesor que se vierte en el aprendizaje de los alumnos enriquece su conocimiento, lo que nos da como consecuencia tener actualizado sólo aquello que el profesor transmite. 
Mientras que la educación por competencia tiene aspectos innovadores, ya que en este caso el profesor es un instructor del conocimiento; es decir, el alumno participa activamente en el aula utilizando sus habilidades para lograr un aprendizaje significativo. 
La educación superior, como parte del sistema, tiene que asumir como una de sus funciones más importantes la formación de personas. Personas capaces de participar activamente en los distintos campos del conocimiento y ámbitos vitales. 
Un ejemplo de la adaptación de la educación superior a las competencias, puede ser el grado en derecho, que tiene como objetivo obtener un título profesional a través de:
1. Comprender los principios generales que sustentan al derecho, su origen y la manera en que se expresan en la actualidad.
2. Conocer la evolución histórica de la disciplina, como marco para el análisis de los diversos sistemas jurídicos vigentes y no vigentes.
3. Entender la relación del derecho con otras disciplinas, desempeñándose armónicamente en entornos interdisciplinarios y multidisciplinarios.

Es importante señalar que las competencias profesionales fundamentales en la formación de abogados son la interpretación, la sistematización, la integración, la argumentación y la aplicación, de igual manera el saber reflexionar, identificar, elegir, dominar e integrar los problemas sociales interpretando los principios, las teorías y las normas y de esta manera comprender la disciplina del derecho.
La Recomendación (2006/962/EC), del Parlamento Europeo y del Consejo, de 18 de diciembre de (2006), sobre las competencias clave para el aprendizaje permanente, insta a los Estados miembros a «desarrollar la oferta de competencias clave». Se delimita la definición de competencia, entendida como una combinación de conocimientos, capacidades, o destrezas, y actitudes adecuadas al contexto. Se considera que «las competencias clave son aquellas que todas las personas precisan para su realización y desarrollo personal, así como para la ciudadanía activa, la inclusión social y el empleo». 
Se identifican claramente siete competencias clave esenciales para el bienestar de las sociedades europeas, el crecimiento económico y la innovación, y se describen los conocimientos, las capacidades y las actitudes. Las competencias clave son:
- Competencia lingüística.
- Competencia matemática.
- Competencia digital.
- Aprender.
- Competencias sociales y cívicas.
- Sentido de iniciativa y espíritu emprendedor.
- Conciencia y expresiones culturales.

“Herramientas de la Mente” es un currículo de educación infantil que involucra escenarios estructurados de juegos imaginarios y otras actividades. Este currículo tiene como objetivo promover y mejorar la autorregulación y las habilidades académicas de los niños, al tener un doble enfoque en el desarrollo de la autorregulación y de otras habilidades socioemocionales en contextos educativos. [cita requerida]
Una revisión sistemática resumió los hallazgos de 6 estudios realizados en Estados Unidos, que contaron con la participación de estudiantes de todas las edades, sexos, etnias, estados socioeconómicos, de dominio del idioma y de educación especial. Los resultados demuestran que el currículo mejoró significativamente las habilidades matemáticas de los niños en comparación con el currículo común. Asimismo, el currículo parece mejorar la autorregulación y la alfabetización, no obstante, dado el pequeño número de estudios incluidos, así como de otras deficiencias metodológicas, estas conclusiones deben tomarse con precaución, por lo que es necesario realizar más investigaciones de alta calidad.
La exclusión escolar se asocia con efectos indeseables en el desarrollo de los niños. Estudios previos muestran una relación consistente entre la exclusión y el bajo rendimiento académico, conducta antisocial y dificultades de inserción en el mercado laboral. Estas exclusiones afectan de manera desproporcionada a los hombres, a las minorías étnicas, a aquellos que provienen de ambientes socioeconómicos vulnerables y a los estudiantes con necesidades educativas especiales.
Una revisión sistemática de 37 estudios, la mayoría realizados en Estados Unidos y el resto en el Reino Unido, evalúa el impacto de intervenciones en la reducción de la exclusión escolar. Las intervenciones estudiadas producen una pequeña, aunque significativa reducción de la exclusión escolar durante los primeros seis meses, efecto que se diluye a largo plazo. Los cuatro tipos de intervenciones que demostraron ser más efectivas fueron: mejorar habilidades académicas, asesoramiento, tutoría, y capacitación de los maestros. Para obtener mejores conclusiones, sin embargo, se deben llevar a cabo más estudios y en otros países donde la exclusión sea común.

## Competencias en educación superior
En la actualidad aún se discute sobre la importancia de trabajar con base en las competencias en niveles de educación superior en algunos países, pero se encuentran algunos argumentos positivos que incitan a que se tome en cuenta este modelo en la educación superior.

#### Aumento de la pertinencia de los programas educativos
Esta busca orientar el aprendizaje acorde a los retos y problemas de contextos sociales, comunitarios, profesionales, organizacionales y disciplinarios-investigativos, mediante estudios de problemas, registros de comportamientos y análisis de procesos, siempre contemplando el desarrollo humano y las necesidades esenciales de las personas, permitiendo con esto que el aprendizaje adquirido, la evaluación y la enseñanza tenga un sentido distinto, más allá de lo usual.

#### Gestión de calidad
Esta se divide en dos, la primera parte es la evaluación de la calidad de desempeño de la calidad educativa a través buscando que las competencias formalizan los conocimientos y desempeños esperados ya que las competencias aportan elementos centrales que están en lineal de gestión. La segunda parte se refiere al enfoque de competencias que nos da una serie de elementos para gestionar la calidad como por ejemplo, tener criterios claros, sistematizar, regular información, realizar auditorías entre otros,.

#### Política educativa internacional
Se basa en competencias que se están convirtiendo en una política educativa internacional, con contribuciones conceptuales y metodologías a la competencia por parte de investigadores ya que la formación por competencias se ha propuesto como una política clave para la educación superior.

#### Movilidad
El enfoque de las competencias es un punto clave para buscar movilidad en alumnos, docentes. investigadores y profesionales, y este será entre diversos países, el cual busca la articulación con los créditos que permite reconocimiento de los aprendizajes previos y la experiencia ya que las competencias facilitan la movilidad entre instituciones de un mismo país y entre los distintos ciclos de la educación representados en acuerdo mínimos de aprendizaje

#### Escala de competencias
Las competencias que se señalan en el lado opuesto inferior de la escala son: la capacidad de liderazgo; la comprensión de las costumbres y culturas de otros países; el conocimiento de un segundo idioma; la habilidad para comunicarse con expertos de otros campos; la capacidad de trabajar en un contexto internacional y la habilidad de trabajar con un equipo interdisciplinario. 
Tuning distingue tres tipos de competencias genéricas:
1. Competencias instrumentales: que son las capacidades cognitivas, metodológicas, tecnológicas y lingüísticas
2. Competencias interpersonales: como son las capacidades individuales tales como habilidades sociales: interacción y cooperación sociales
3. Competencias sistémicas: las cuales son las capacidades y habilidades relacionadas con sistemas globales: como combinación de comprensión, sensibilidad y conocimientos; para ello es preciso adquirir previamente competencias instrumentales e interpersonales

## Competencia basada en la educación superior desde el enfoque complejo
La competencia es un enfoque para la educación y se denomina en uno o varios procesos donde se desempeña con idoneidad en ciertos contextos, integrando diferentes conocimientos y aptitudes, por ejemplo; (el saber, saber hacer, saber conocer, y saber convivir o relacionarse) para poder sobrellevar las actividades y metas del día a día contribuyendo el desarrollo personal.  
Clasificación
Hay varias formas de clasificar las competencias, las dos más amplias son dos: las competencias diferenciadoras, que se enfocan en cómo se puede desempeñar una persona mejor que otras encontrándose en las mismas circunstancias de preparación, y las competencias de umbral, las cuales se basan en cómo se desempeña una tarea. Otras de las clasificaciones propuestas son las competencias claves o esenciales en una organización (core -competences). Se trata del aprendizaje colectivo dentro de una empresa u organización, estas competencias sirven para competir en una rama dentro de un mismo mercado. También se pueden clasificar en laborales y profesionales. Las laborales son las que se aprenden mediante estudios técnicos, en cambio las profesionales se dan exclusivamente por haber realizado estudios de educación superior, son más flexibles y amplias y se tiene mayor facilidad de resolver problemas más complejos. Y por último la clasificación más extensa y general es la siguiente: Competencias básicas, Competencias genéricas, Competencias específicas  y Competencias claves. 

#### Aspectos esenciales de la competencia desde la perspectiva del enfoque complejo
- Procesos: La competencia es un proceso dinámico ya que no se encontrarán estáticos
- Complejos: La competencia siempre requerirá de sabiduría y habilidad del pensamiento complejo.
- Desempeño: La competencia tiene como respuesta desempeño ya que implica la elaboración de una actividad o actividades, siempre teniendo un pensamiento meta-cognitivo cual busque hacer la actividad bien y en caso de haber errores buscar soluciones.
- Idoneidad: Una competencia siempre va a requerir una actitud idónea sabiendo que desde el enfoque complejo se busca criterios acordados y válidos.
- Ética: Debe de estar el compromiso presente buscando que la persona actué responsable socialmente, ambientalmente y personalmente, buscando reforzar los valores.

#### La importancia de tener en cuenta el enfoque de las competencias en la educación superior
1. Programas educativos: Introducir un programa de competencias contribuirá en orientar el aprendizaje en los aspectos más importantes como es lo social, personal, ambiental y profesional.
2. Calidad: Mediante la gestión de los procesos será posible observar el desempeño de cada persona y esto servirá para poder desarrollar sus competencias de acuerdo a su desempeño mostrado